# أنثوني ديفيس
أنثوني مارشون ديفيس جونيور (من مواليد 11 مارس 1993) هو لاعب كرة سلة أمريكي محترف في لوس أنجلوس ليكرز من الرابطة الوطنية لكرة السلة (NBA). يلعب مركز هجوم قوي للأمام ووسط. ديفيس لعب إن بي أي أول-ستار ثماني مرات وتم اختياره لأربعة فرق أول-إن بي أي الأول وأربعة مرات في فرق إن بي أي أول-ديفنسيف. في موسمه الأول مع ليكرز، فاز ببطولة الدوري الأمريكي للمحترفين في عام 2020. في عام 2021، تم تعيينه في فريق فريق إن بي أي الذكرى 75.
بعد النجاح والإنجازات التي حققها في فترة الكلية ترك ديفيس الكلية من أجل الدوري الأمريكي للمحترفين بعد موسم واحد وتمت صياغته كأول اختيار شامل في مسودة الدوري الأمريكي للمحترفين 2012 من قبل نيو أورلينز بيليكانز، المعروف آنذاك باسم نيو أورلينز هورنتس، وتم اختياره في ذلك الصيف للعب في أولمبياد 2012. بعد موسمه كلاعب صاعد، تم تعيينه في فريق إن بي أي أول-روكي الفريق الأول. في الموسم التالي، أصبح في فريق أول-ستار لأول مرة وقاد الدوري الأمريكي للمحترفين في حجب التسديدات في كل مباراة. منذ ذلك الحين أصبح أصغر لاعب يسجل 59 نقطة على الأقل في مباراة إن بي أي. في عام 2017، حصل على جائزة اللاعب الأكثر قيمة في مباراة إن بي أي أول-ستار بعد أن سجل رقمًا قياسيًا في مباراة أول-ستار بلغ 52 نقطة. تم تداول ديفيس مع ليكرز في عام 2019. فاز بميداليات ذهبية مع المنتخب الوطني للولايات المتحدة في فريقهم الأولمبي 2012 وفريق كأس العالم 2014، مما جعله أول لاعب في تاريخ كرة السلة يفوز بلقب الرابطة الوطنية لرياضة الجامعات، لقب إن بي أي، ميدالية ذهبية أولمبية، وكأس العالم لكرة السلة.

## إحصائيات المهنة

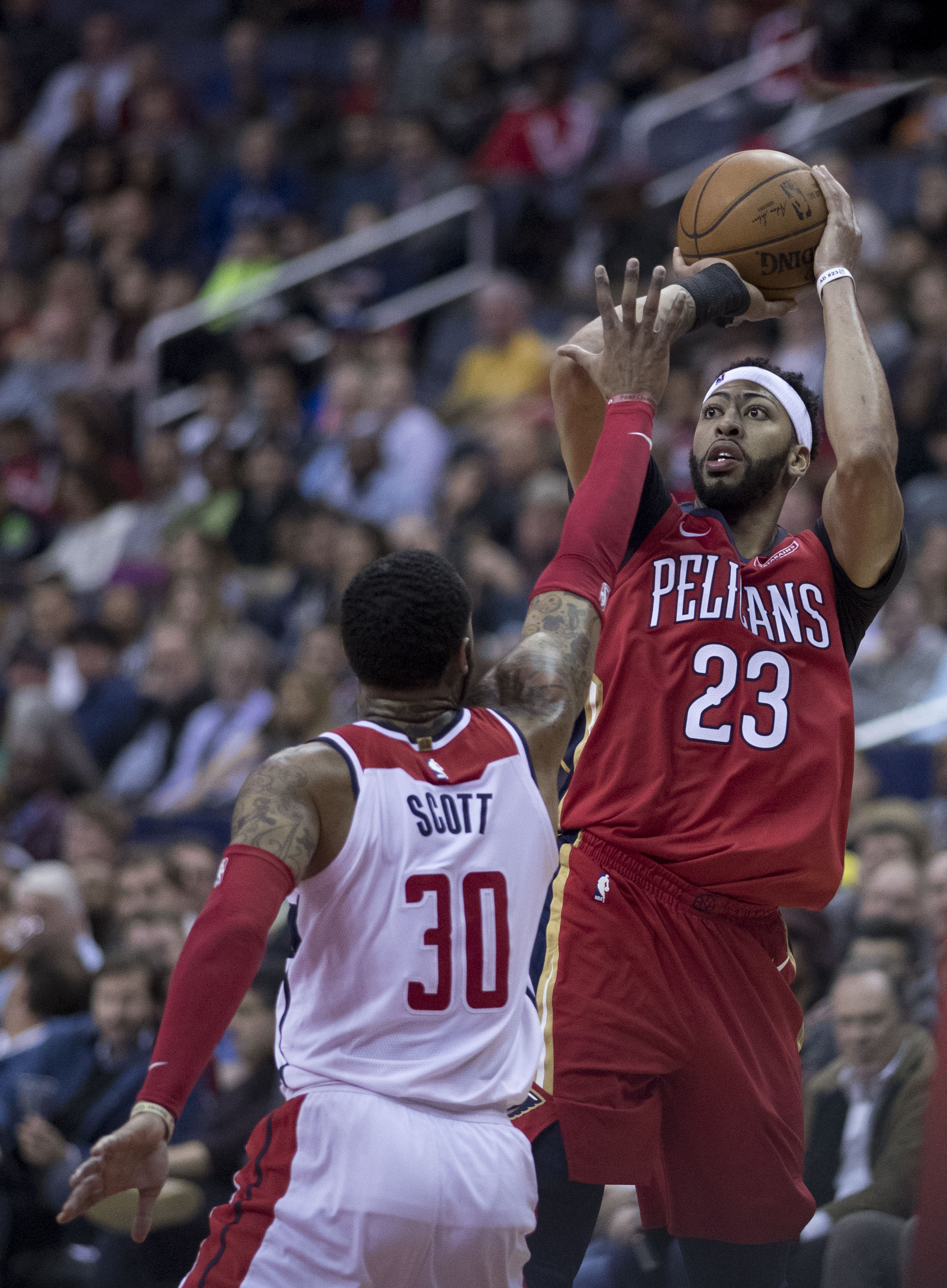
ديفيس يصوب من أعلى مايك سكوت من فريق واشنطن ويزاردز في 19 ديسمبر 2017.

### الدوري الأمريكي للمحترفين

#### موسم عادي
| السنة    | الفريق                        | لعب | بدأ | دقيقة | ميداني% | ثلاثية | حرة  | ارتداد | صنع | استلاب | تصدي | نقطة |
| -------- | ----------------------------- | --- | --- | ----- | ------- | ------ | ---- | ------ | --- | ------ | ---- | ---- |
| 2012–13  | نيو أورلينز ‏                  | 64  | 60  | 28.8  | .516    | .000   | .751 | 8.2    | 1.0 | 1.2    | 1.8  | 13.5 |
| 2013–14  | نيو أورلينز [الإنجليزية]      | 67  | 66  | 35.2  | .519    | .222   | .791 | 10.0   | 1.6 | 1.3    | 2.8* | 20.8 |
| 2014–15  | نيو أورلينز [الإنجليزية]      | 68  | 68  | 36.1  | .535    | .083   | .805 | 10.2   | 2.2 | 1.5    | 2.9* | 24.4 |
| 2015–16  | نيو أورلينز [الإنجليزية]      | 61  | 61  | 35.5  | .493    | .324   | .758 | 10.3   | 1.9 | 1.3    | 2.0  | 24.3 |
| 2016–17  | نيو أورلينز [الإنجليزية]      | 75  | 75  | 36.1  | .505    | .299   | .802 | 11.8   | 2.1 | 1.3    | 2.2  | 28.0 |
| 2017–18  | نيو أورلينز [الإنجليزية]      | 75  | 75  | 36.4  | .534    | .340   | .828 | 11.1   | 2.3 | 1.5    | 2.6* | 28.1 |
| 2018–19  | نيو أورلينز [الإنجليزية]      | 56  | 56  | 33.0  | .517    | .331   | .794 | 12.0   | 3.9 | 1.6    | 2.4  | 25.9 |
| 2019–20  | لوس أنجلوس ليكرز [الإنجليزية] | 62  | 62  | 34.4  | .503    | .330   | .846 | 9.3    | 3.2 | 1.5    | 2.3  | 26.1 |
| 2020–21  | لوس أنجلوس ليكرز [الإنجليزية] | 36  | 36  | 32.3  | .491    | .260   | .738 | 7.9    | 3.1 | 1.3    | 1.6  | 21.8 |
| 2021–22  | لوس أنجلوس ليكرز              | 40  | 40  | 35.1  | .532    | .186   | .713 | 9.9    | 3.1 | 1.2    | 2.3  | 23.2 |
| مسيرة    | مسيرة                         | 604 | 599 | 34.4  | .515    | .303   | .794 | 10.2   | 2.3 | 1.4    | 2.3  | 23.8 |
| أول-ستار | أول-ستار                      | 6   | 3   | 16.4  | .706    | .167   | .500 | 4.8    | .3  | 1.3    | .5   | 20.5 |

#### تصفيات
| السنة | الفريق                        | لعب | بدأ | دقيقة | ميداني% | ثلاثية | حرة  | ارتداد | صنع | استلاب | تصدي | نقطة |
| ----- | ----------------------------- | --- | --- | ----- | ------- | ------ | ---- | ------ | --- | ------ | ---- | ---- |
| 2015 ‏ | نيو أورلينز [الإنجليزية]      | 4   | 4   | 43.0  | .540    | .000   | .889 | 11.0   | 2.0 | 1.3    | 3.0  | 31.5 |
| 2018 ‏ | نيو أورلينز [الإنجليزية]      | 9   | 9   | 39.8  | .520    | .273   | .828 | 13.4   | 1.7 | 2.0    | 2.4  | 30.1 |
| 2020  | لوس أنجلوس ليكرز [الإنجليزية] | 21  | 21  | 36.6  | .571    | .383   | .832 | 9.7    | 3.5 | 1.2    | 1.4  | 27.7 |
| 2021  | لوس أنجلوس ليكرز [الإنجليزية] | 5   | 5   | 28.8  | .403    | .182   | .833 | 6.6    | 2.6 | .6     | 1.6  | 17.4 |
| مسيرة | مسيرة                         | 39  | 39  | 37.0  | .538    | .326   | .838 | 10.3   | 2.8 | 1.3    | 1.8  | 27.3 |

### كلية
| السنة    | الفريق  | لعب | بدأ | دقيقة | ميداني% | ثلاثية | حرة  | ارتداد | صنع | استلاب | تصدي | نقطة |
| -------- | ------- | --- | --- | ----- | ------- | ------ | ---- | ------ | --- | ------ | ---- | ---- |
| 2011–12 ‏ | كنتاكي ‏ | 40  | 40  | 32.0  | .623    | .150   | .709 | 10.4   | 1.3 | 1.3    | 4.7  | 14.2 |

## مهنة الرياضات الإلكترونية
في 19 يونيو 2022، وقع ديفيس مع فيّز كلان وانضم إلى نوك سكواد من أجل كول أوف ديوتي.

## حياة شخصية
ديفيس هو ابن أنتوني ديفيس الأب ديفيس الأب في 6 قدم 3 بوصة (1.91 م) من عمره ووالدته إرينير تبلغ من الطول 6 قدم 1 بوصة (1.85 م). لديه أخت توأم، أنطوانيت وأخته الكبرى، ليشا، التي لعبت كرة السلة في كلية دالي. لديه أبناء عمومة، جارفيس ومارشون وكيث تشامبرلين. لعب كيث كرة سلة احترافية في ألمانيا ولاتفيا وعمل والدهم كيث الأب كمدير رياضي لمدرسة ديفيس الابتدائية.
تزوج ديفيس من مارلين بي في 18 سبتمبر 2021. لديهم ابنة واحدة معا.
في 15 يونيو 2012، وقع مع آرن تيل-ام وذاد فوتشر من وازر ميديا جروب كوكلاء له. غادر تيل-ام ليصبح مديرًا تنفيذيًا في الدوري الاميركي للمحترفين في عام 2015، ووقع ديفيس مع ريتش بول من مجموعة كلوتش الرياضية في عام 2018. وضع ديفيس علامة تجارية لأقواله عن اقتران الحاجبين «الخوف من الحاجب» و «رفع الحاجب» في يونيو 2012. في عام 2014، أطلق أكاديمية الطيران التابعة لشركة أي دي (AD)، والتي تنظم فعاليات خيرية في منطقة نيو أورلينز الكبرى.

## فيلموغرافيا
| سنة  | عنوان              | دور              | ملحوظات |
| ---- | ------------------ | ---------------- | ------- |
| 2021 | سبيس جام: إرث جديد | نفسه، صوت الحاجب | [ 23 ]  |

## روابط خارجية
- أنثوني ديفيس على موقع الاتحاد الدولي لكرة السلة (الإنجليزية)
- أنثوني ديفيس على موقع إن بي أي (الإنجليزية)
- أنثوني ديفيس على موقع سبورتس رفرنس (الإنجليزية)
- أنثوني ديفيس على موقع كرة السلة الأوروبية.كوم (الإنجليزية)
- أنثوني ديفيس على موقع إي إس بي إن.كوم (الإنجليزية)
- أنثوني ديفيس على موقع كلية كرة السلة في سبورتس رفرنس.كوم (الإنجليزية)
- أنثوني ديفيس على موقع ريلجم (الإنجليزية)
- أنثوني ديفيس على موقع بروبوليرز (الإنجليزية)
- أنثوني ديفيس على موقع سبورتس رفرنس (الإنجليزية)
- أنثوني ديفيس على موقع اللجنة الأولمبية الدولية (الإنجليزية)